# Elixir (programmeertaal)
Elixir is een functionele, concurrente programmeertaal voor algemene toepassing. De programmeertaal is ontworpen in 2011 door José Valim en is gebouwd op Erlang.
Valim wilde een programmeertaal ontwerpen die geschikt is voor grootschalige websites en apps. Hij paste elementen afkomstig van Ruby, Erlang en Clojure toe in het ontwerp. Met Elixir is het mogelijk om gegevens met groot volume te verwerken. Het werd een populaire taal in de telecommunicatie, eCommerce en financiële industrie.

## Voorbeelden

### Hello World
```
iex> 
IO
.
puts
(
"Hello World!"
)

Hello World!

```

### Patroonaanpassing
```
iex> 
{
:ok
,
 
[
hello
:
 
a
]}
 
=
 
{
:ok
,
 
[
hello
:
 
"world"
]}

iex> 
a

"world"

```

ABAP ·
ABC ·
ActionScript ·
Ada ·
Algol ·
APL ·
assembleertalen ·
AWK ·
B ·
BASIC ·
BCPL ·
C ·
C++ ·
C# ·
Clean ·
Clipper ·
COBOL ·
COMAL ·
Curry ·
D ·
Eiffel ·
Erlang ·
F# ·
Forth ·
Fortran ·
Go ·
Haskell ·
Icon ·
J# ·
Java ·
Julia ·
Kotlin ·
Lisp ·
Logo ·
Lua ·
m4 ·
ML ·
Modula-2 ·
Oberon ·
Object Pascal ·
Objective-C ·
Ocaml ·
Oz ·
Pascal ·
Perl ·
PHP ·
PL/I ·
PL/SQL ·
Prolog ·
Prova ·
Python ·
Rexx ·
RPG ·
Ruby ·
Rust ·
SAS ·
Scala ·
Scheme ·
Self ·
Simula ·
Smalltalk ·
Swift ·
TCL ·
TypeScript ·
Vala ·
Visual Basic ·
Zig